# Kushiro (subprefectuur)

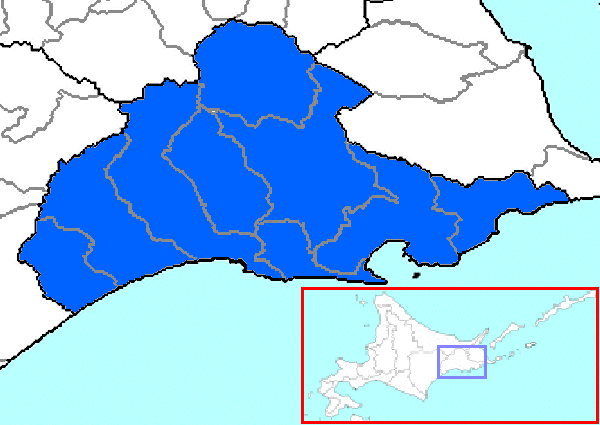
Kaart van de subprefectuur Kushiro.

 Kushiro  (Japans: 釧路支庁,  Kushiro-shichō) is een subprefectuur van de Japanse prefectuur Hokkaido. Kushiro heeft een oppervlakte van 5996,38 km² en een bevolking van ongeveer 271.196 inwoners (2004). De hoofdstad is Kushiro.

## Geschiedenis
De subprefectuur werd opgericht in november 1897. In augustus 1922 werd de subprefectuur hernoemd naar Kushiro-no-kuni (釧路国支庁, Kushiro no kuni shichō). Op 20 oktober 1948 werd het district Ashoro overgeheveld naar de subprefectuur Tokachi. Op 1 april 1957 kreeg de subprefectuur opnieuw haar oude naam, subprefectuur Kushiro.

## Geografie
Kushiro wordt begrensd door de subprefecturen Tokachi, Abashiri en Nemuro.
De administratieve onderverdeling is als volgt:

### Zelfstandige steden (市) shi
Er is één stad in de suprefectuur Kushiro:
- Kushiro (hoofdstad)

### Gemeenten (郡 gun)
De gemeenten van Kushiro, ingedeeld naar district:
| District  | Gemeenten            |
| --------- | -------------------- |
| Kushiro   | Kushiro              |
| Akkeshi   | Akkeshi - Hamanaka   |
| Kawakami  | Shibecha - Teshikaga |
| Akan      | Tsurui               |
| Shiranuka | Shiranuka            |

### Fusies
(Situatie op 20 mei 2008) 
Zie ook: Gemeentelijke herindeling in Japan
- Op 11 oktober 2005 werd de gemeenten Akan en Onbetsu aangehecht bij de stad Kushiro.

## Vervoer

### Luchthaven
- Luchthaven Kushiro (釧路空港, Kushiro Kūkō), een regionale luchthaven in de stad Kushiro.

### Trein
- Hokkaido Railway Company
  - Nemuro-lijn
  - Senmō-lijn
- Taiheiyō (太平洋石炭販売輸送, Taiheiyō Sekitan Hanbai Yusō), een goederenlijn voor koolvervoer
  - Rinko-lijn

### Weg
- Autoweg
  - Autoweg 38
  - Autoweg 44
  - Autoweg 240
  - Autoweg 241
  - Autoweg 243
  - Autoweg 272
  - Autoweg 274
  - Autoweg 391
  - Autoweg 392